# Setophaga plumbea
Setophaga plumbea é uma espécie de ave da família Parulidae.
Apenas pode ser encontrada no seguinte país: Dominica e Guadeloupe.
Os seus habitats naturais são: florestas secas tropicais ou subtropicais e florestas subtropicais ou tropicais húmidas de baixa altitude.